# Carla Abellana
Carla Angeline Reyes Abellana (Manila, 12 de junio de 1986) es una modelo y actriz filipina. Es mayormente conocida por interpretar el papel principal en la adaptación filipina de la telenovela mexicana Rosalinda en 2009. Es también conocida por su papel principal en Sine Novela: Basahang Ginto en 2010, My Husband's Lover en 2013, Because of You en 2015, y I Heart Davao en 2017, entre otras. Actualmente, es artista exclusiva de GMA Network.

## Educación
Abellana se graduó cum laude de la Universidad de La Salle con una licenciatura en psicología.

## Carrera
La carrera de Abellana inició en el modelaje comercial. En 2009, audicionó para Zorro, pero GMA Network la eligió como estrella en Rosalinda. Ese mismo año se convirtió en modelo de Bench. En 2011, Nigel Barker le tomó una foto para Philippine Tatler. También apareció en la Semana de la Moda de Filipinas en 2011, donde modeló la ropa de Michele Sison.

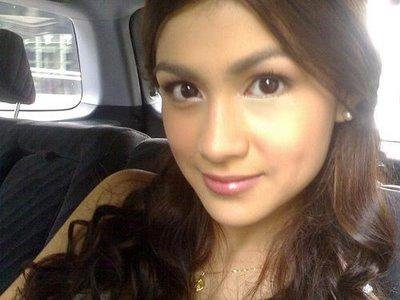
Abellana en 2009.

Ha sido presentadora de SOP Rules, StarStruck, Party Pilipinas, y el programa de cocina Del Monte Kitchenomics, así como Karelasyon, una serie de antología dramática. También fue anfitriona de concursos, como Binibining Pilipinas 2010 y Miss Mundo Filipinas 2013. En 2013, se unió a Sunday All Stars como jurado.
Abellana es una actriz contratada de Regal Films. Ya ha firmado un contrato de 12 películas con la compañía. Su primera película con Regal Films fue Mamarazzi. Abellana apareció en su primera película de terror, Shake, Rattle and Roll XII, que participó en el Festival de Cine de Metro Manila de 2010. En septiembre de 2011, Abellana protagonizó la película My Neighbor's Wife de Regal Films. En el último mes de 2011, Abellana también apareció en dos películas, ambas presentadas en el Festival de Cine de Metro Manila de 2011: Yesterday, Today, Tomorrow y Manila Kingpin: The Asiong Salonga Story.
En 2014 se inició en la comedia de Jose Javier Reyes Somebody to Love, con Matteo Guidicelli, y So It's You, con Jc De Vera y Tom Rodriguez. En 2015, protagonizó nuevamente junto a Tom Rodriguez la película No Boyfriend Since Birth, también dirigida por Reyes.

## Filmografía

### Cine
| Año  | Título                                      | Director                                              | Papel                       | Nota   |
| ---- | ------------------------------------------- | ----------------------------------------------------- | --------------------------- | ------ |
| 2010 | Mamarazzi                                   | Joel Lamangan                                         | Mimi                        |        |
| 2010 | Shake, Rattle and Roll XII                  | Ver listaTopel Lee Zoren Legaspi Jerrold Tarog        | Dianne                      |        |
| 2011 | My Neighbor's Wife                          | Jun Lana                                              | Jasmine                     |        |
| 2011 | Yesterday, Today, Tomorrow                  | Jun Lana                                              | Charlotte                   |        |
| 2011 | Manila Kingpin: The Asiong Salonga Story    | Tikoy Aguiluz                                         | Fidela Salonga              |        |
| 2014 | Third Eye                                   | Aloy Adlawan                                          | Mylene                      |        |
| 2014 | So It's You                                 | Jun Lana                                              | Lira Joy Macaspac           |        |
| 2014 | Somebody to Love                            | Jose Javier Reyes                                     | Sabrina Madrilejos          |        |
| 2014 | Shake, Rattle & Roll XV                     | Ver listaPerci Intalan Dondon S. Santos Jerrold Tarog | Aimee                       |        |
| 2015 | No Boyfriend Since Birth                    | Jose Javier Reyes                                     | Karina Miranda              |        |
| 2023 | Voltes V: Legacy - The Cinematic Experience | Mark A. Reyes                                         | Mary Anne Collins Armstrong | [ 15 ] |

### Televisión
| Año       | Título                     | Papel                                           | Nota          |
| --------- | -------------------------- | ----------------------------------------------- | ------------- |
| 2009      | Rosalinda                  | Rosalinda Pérez                                 | 105 episodios |
| 2009      | Obra                       | Juliet                                          | 4 episodios   |
| 2009      | All About Eve              |                                                 | Serie         |
| 2010      | The Last Prince            | Sonia                                           | Serie         |
| 2010      | Basahang ginto             | Ver listaOrang Dimarucot Laura Leyva            | 72 episodios  |
| 2010      | Ilumina                    | Hannah                                          | Serie         |
| 2010      | Jillian: Namamasko Po      | Joyce                                           | Serie         |
| 2010      | Love Bug                   | Rackie                                          | 4 episodios   |
| 2011      | Magic Palayok              | Pilar Sallave-Cruz                              | Serie         |
| 2011-2012 | Kung Aagawin Mo ang Langit | Ellery Martínez                                 | 100 episodios |
| 2012      | Legacy                     | Ella misma                                      | 31 episodios  |
| 2012      | Makapiling Kang Muli       | Leilani Ángeles                                 | Serie         |
| 2012      | Pepito Manaloto            | Maestra Jenny                                   | Telecomedia   |
| 2013      | My Husband's Lover         | Eulalia «Lally» Agatep-Soriano                  | 94 episodios  |
| 2013      | Bubble Gang                | Ella misma                                      | Telecomedia   |
| 2013-2018 | Magpakailanman             | Ver listaNonyx Naneth Precy Gillien Sandy Joyce | 6 episodios   |
| 2014      | My Destiny                 | Grace Dela Rosa-Andrada                         | 80 episodios  |
| 2014-2016 | Ismol Family               | Majay Ismol                                     | 132 episodios |
| 2015      | Pari 'Koy                  | Michelle Capistrano-Banal                       | Serie         |
| 2015      | Dangwa                     | Julia                                           | 5 episodios   |
| 2015-2016 | Because of You             | Andrea Márquez-Salcedo                          | 117 episodios |
| 2015-2017 | Karelasyon                 | Ella misma                                      | 106 episodios |
| 2016      | Juan Happy Love Story      | Katkat (adulta)                                 | 1 episodio    |
| 2016-2018 | Dear Uge                   | Ver listaSarah Gina Jessa                       | 3 episodios   |
| 2017      | Mulawin vs. Ravena         | Aviona                                          | 85 episodios  |
| 2017      | I Heart Davao              | Hope Villanueva-Torres                          | 40 episodios  |
| 2017      | Full House Tonight!        |                                                 | 1 episodio    |
| 2018      | Pamilya Roces              | Crystal Roces Avellana                          | 50 episodios  |
| 2018-2022 | Daig kayo ng lola ko       | Ver listaLorraine Boggs Bunny                   | 5 episodios   |
| 2020-2021 | Love of My Life            | Adelle Nísperos-Gonzales                        | 80 episodios  |
| 2021      | To Have & to Hold          | Erica Pineda-Gatchalian                         | 60 episodios  |
| 2022      | First Lady                 | Andrea Salcedo                                  | 1 episodio    |
| 2023      | Voltes V: Legacy           | Dra. Mary Ann Armstrong                         | 90 episodios  |
| 2023-2024 | Black Rider                | Becky                                           | 65 episodios  |
| 2023-2024 | Stolen Life                | Lucy                                            | 80 episodios  |
| 2024-2025 | Widows' War                | Georgina «George» Balay                         | 145 episodios |

## Banda sonora
| Año  | Título                      | Interpretación         | Nota        |
| ---- | --------------------------- | ---------------------- | ----------- |
| 2009 | Rosalinda                   | «Himig», «Ikaw na Nga» | Serie de TV |
| 2016 | Lip Sync Battle Philippines | «Bulaklak», «Firework» | Serie de TV |

## Premios y nominaciones
| Año  | Premio                              | Categoría                               | Nominada por                             | Resultado |
| ---- | ----------------------------------- | --------------------------------------- | ---------------------------------------- | --------- |
| 2010 | Metro Manila Film Festival          | Mejor actriz                            | Shake, Rattle and Roll XII               | Nominada  |
| 2010 | PMPC Star Awards for Television     | Mejor nueva personalidad femenina       | Rosalinda                                | Ganadora  |
| 2011 | Young Critics Circle - Film Desk    | Mejor actuación                         | Shake, Rattle and Roll XII               | Ganadora  |
| 2011 | PMPC Star Awards for Movies         | Mejor actriz de nueva película          | Shake, Rattle and Roll XII               | Ganadora  |
| 2011 | Golden Screen Awards                | Actuación femenina revolucionaria       | Shake, Rattle and Roll XII               | Nominada  |
| 2012 | Luna Awards                         | Mejor actriz de soporte                 | My Neighbor's Wife                       | Nominada  |
| 2012 | Yahoo OMG! Awards                   | Actriz del año                          | Ninguna                                  | Nominada  |
| 2012 | FAMAS Awards                        | Mejor Actriz                            | Manila Kingpin: The Asiong Salonga Story | Nominada  |
| 2013 | PMPC Star Awards for Television     | Mejor actriz dramática                  | My Husband's Lover                       | Nominada  |
| 2013 | The PEP List 2013                   | Estrella de televisión femenina del año | My Husband's Lover                       | Nominada  |
| 2014 | Golden Screen Awards for Television | Actuación femenina destacada dramática  | My Husband's Lover                       | Ganadora  |
| 2014 | Yahoo! OMG Awards                   | Actriz del año                          | Ninguna                                  | Nominada  |
| 2014 | Metro Manila Film Festival          | Mejor actriz                            | Shake, Rattle & Roll XV                  | Nominada  |
| 2016 | Alta Media Icon Awards              | Mejor actriz de comedia para TV         | Ismol Family                             | Ganadora  |